# Ithaca (Nebraska)
Pour les articles homonymes, voir Ithaca.
Ithaca est un village du comté de Saunders, dans l'État du Nebraska, aux États-Unis. En 2020, il comptait une population de 160 habitants.